# 斯特吉斯 (南达科他州)
斯特吉斯（英語：Sturgis），是美国南达科他州下属的一座城市。根据2010年美国人口普查，该市有人口6,627人。2011年估计该市人口约有6,656人，年增长率为0.44%。该镇以其一年一度的斯特吉斯摩托车集会闻名于世。每年8月的第一个星期，是拉力赛举办时期。来自美国和世界各地的摩托车爱好者们在这个时候云集于该镇，穿着奇装异服，骑着千奇百怪的摩托车，举办比赛活动。